# Via Agrippa
Con il nome di via Agrippa si indica un'antica rete stradale della Gallia romana realizzata da Marco Vipsanio Agrippa, che era stato incaricato da Augusto di riorganizzare il territorio gallico. Complessivamente, in Gallia i Romani costruirono 21 000 km di strade.

## Il progetto di Agrippa
La rete stradale ideata da Agrippa si irradiava dal nuovo centro strategico di Lugdunum (Lione). Strabone riportò i percorsi di questa rete stradale, che furono poi identificati da Pierre Gros:
- un percorso che si dirigeva verso l'oceano Atlantico, da Lugdunum a Saintes (Charente-Maritime);
- un percorso che si dirigeva verso il Mare del Nord, passando per Reims, Beauvais e Amiens;
- un percorso che si dirigeva verso il Reno, passando per Langres, Treviri e Colonia;
- un percorso che si dirigeva a sud, lungo la valle del Rodano, fino a Marsiglia.

Anche se i percorsi ricostruiti sulla base dei vari tratti della via Agrippa sono ben chiari, le date di costruzione sono tuttora oggetto di dibattito. Secondo gli autori di Guide romain antique, la costruzione risale agli anni 39-38 a.C., mentre secondo Pierre Gros risale agli anni 22-21 a.C., secondo Paul Petit agli anni 16-13 a.C..

## Via Agrippa verso l'Atlantico
Questo percorso partiva da Lione, passava per Augustonemetum (Clermont-Ferrand), Augustoritum (Limoges) e raggiungeva Mediolanum (Saintes).

## Via Agrippa verso il Reno
Da Lione la strada si portava sulla sponda destra della Saône e quindi si portava a Matisco (Mâcon), Cabillonum (Chalon-sur-Saône), Dibio (Digione), Andemantunum (Langres), Noviomagus (Neufchâteau), Tullum (Toul), Divodurum (Metz), Ricciacum (Ritzig presso Dalheim) in Lussemburgo e poi Augusta Treverorum (Treviri) in Germania.
Il ponte sulla Mosella è datato a circa il 18/17 a.C. sulla base di analisi dendrocronologiche.
La strada romana Treviri-Colonia, passando per l'Eifel, collegava Beda (Bitburg), Ausava (Oos), Egorigio (Jünkerath), Marcomagus (Marmagen), Tolbiacum (Zülpich), per giungere infine a Colonia Claudia Ara Agrippinensium (Colonia).

## Via Agrippa verso il Mare del Nord
Questo tratto della strada si separava dal percorso verso il Reno a Chalon; passava quindi per Augustodunum (Autun), Autessiodurum (Auxerre), Augustobona (Troyes), Durocortorum (Reims), Samarobriva (Amiens), per giungere infine a Gesoriacum (Boulogne-sur-Mer).

## Via Agrippa verso il Mediterraneo

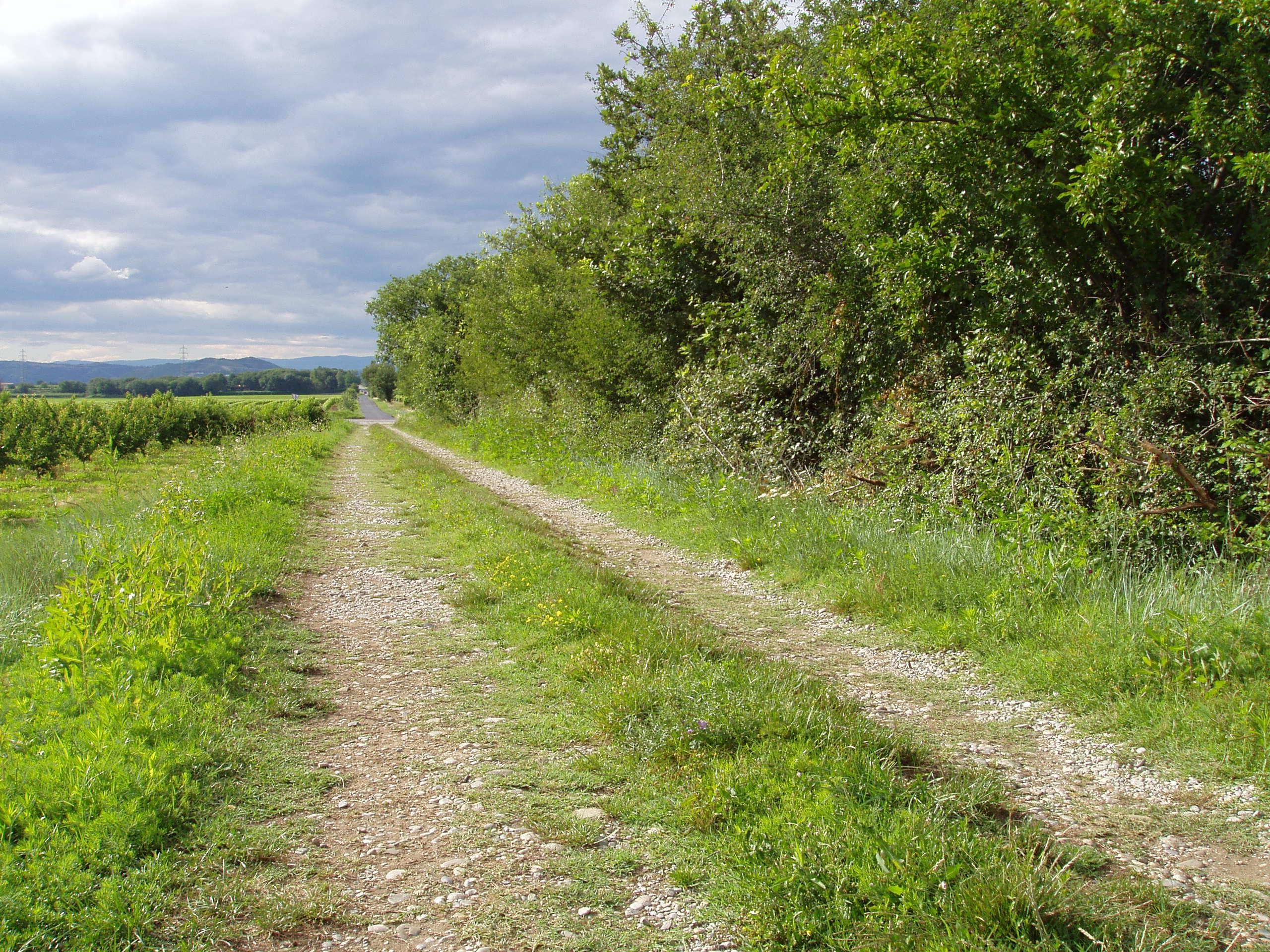
Un tratto della via Agrippa nei pressi di Beaumont-Monteux (Drôme)

Già esisteva un'antica via del Sale che portava alle Bocche del Rodano mantenendosi sulle basse pendici delle colline, in modo da evitare le pianure alluvionali del fiume talvolta paludose.
Sotto la spinta di Augusto, Agrippa costruì una strada pavimentata che correva più vicina al fiume, passando per le importanti città romane di Vienna (Vienne), Valentia (Valence), Arausio (Orange), Acunum (Montélimar), Avenio(Avignone), Arelate (Arles), interponendo delle stazioni di sosta (mutationes) in cui i corrieri ufficiali potevano sostituire i propri cavalli.
Questo percorso fu poi potenziato con la costruzione della via Antonina lungo la sponda destra del Rodano.
Ad Arles si congiungeva con la via Julia Augusta proveniente dall'Italia.

## Evidenze della via Agrippa
Nei pressi di Valence, l'odierna route nationale 7 segue il tracciato della via Agrippa.
A nord dell'Isère, la via Agrippa, dopo aver oltrepassato l'incrocio tuttora chiamato Sept Chemins ("sette strade"), seguiva il percorso ora utilizzato dalla route départementale 101 verso Beaumont-Monteux; lì una route communale e un sentiero ricalcano il percorso rettilineo romano che serve tuttora da confine tra i comuni di Beaumont-Monteux e Pont-de-l'Isère. Nei pressi, il toponimo vie Magne ricorda il passaggio della "via magna", la grande strada.

## Pietre miliari

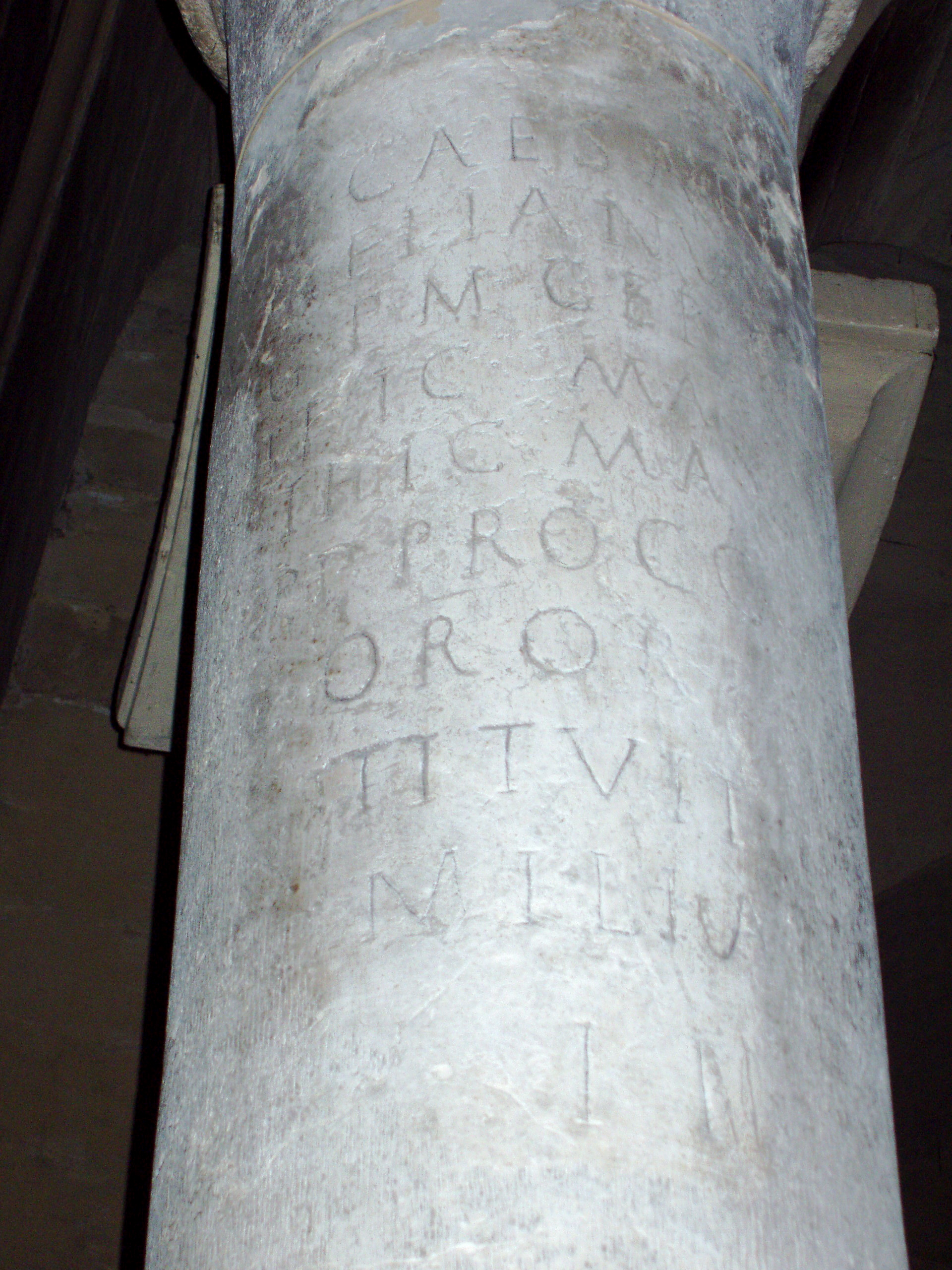
Pietra miliare della via Agrippa riutilizzata nella cattedrale di Valence (Drôme)

Pietre miliari iscritte poste lungo il percorso indicavano la distanza in miglia tra il punto iniziale (capita viae) e Vienne, Valence o Avignone, come anche il nome del magistrato o dell'imperatore che le aveva poste o che aveva effettuato interventi manutentivi sull'asse stradale.
Oltre alle 22 pietre miliari superstiti recuperate lungo i percorsi, ve ne è una del III o IV secolo reimpiegata nell'ambulatorium del coro della cattedrale di Valence, il cui testo riferisce: